# Derby Line
Derby Line ist ein Dorf in der Town Derby im Orleans County des Bundesstaates Vermont in den Vereinigten Staaten mit 687 Einwohnern (laut Volkszählung von 2020). Derby Line liegt südlich der Grenze zu Kanada im Norden der Town Derby, von der es politisch und verwaltungstechnisch abhängig ist. Derby Line ist eine Grenzstation zu Kanada.

## Geschichte

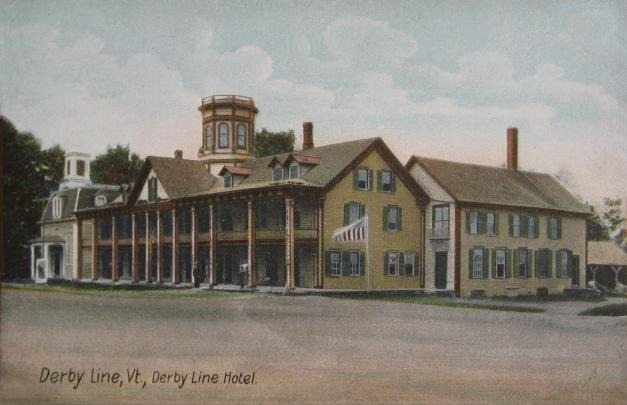
Derby Line Hotel, 1908

Verkündet wurde die Landvergabe für Derby durch die Vermont Republic angeblich am 29. Oktober 1779. Dieses Datum wurde auf dem Dokument zurückdatiert, denn in Wahrheit wurde sie erst 1788 ausgerufen.
Eigenständige Rechten erlangte das Dorf Derby Line im Jahr 1891. Besiedelt wurde es 1795 im Zuge der Erstbesiedlung der Town. Es befindet sich an der kanadischen Grenze, die entlang des 45. Breitengrades verläuft. Da die Grenze noch nicht vermessen war, wurde ein Teil der Ansiedlung nördlich der späteren Grenze errichtet. Nachdem im Jahr 1842 der 45. Breitengrad als Grenzverlauf bestätigt wurde, verläuft die Grenze mitten durch das Dorf, durchtrennt Wohnhäuser und eine Fabrik, deren kanadischer Teil 1982 geschlossen wurde, während der US-amerikanische Teil noch produziert. Derby Line ist bezüglich der Grenzkontrollen zwischen Kanada und den USA ein Sonderfall. Der kanadische Teil von Derby Line, der den Namen Rock Island trägt und zur Stadt Stanstead (Provinz Québec) gehört, und der US-amerikanische Teil fühlen sich nach wie vor zusammengehörig. So gibt es eine gemeinsame Hauptstraße, Canusa Street/Rue Canusa, in deren Straßenmitte die Grenze verläuft. 1904 wurde  das Haskell Free Library and Opera House bewusst auf die Grenzlinie gebaut. Der Zuschauerraum liegt auf US-amerikanischem Boden, die Bühne auf kanadischem, und die öffentliche Bibliothek besitzt Zugänge sowohl von der kanadischen als auch von der US-amerikanischen Seite. Seit 2001 müssen sich Benutzer allerdings ausweisen und im März 2025 kündigte die United States Customs and Border Protection an, den Haupteingang, der sich auf US-Territorium befindet, im Oktober schließen zu wollen.
In Derby Line existiert eine Gemeinde der Methodisten; in Derby Center befinden sich eine Grundschule und eine High School.
Einwohnerentwicklung
| Jahr      | 1900 | 1910 | 1920 | 1930 | 1940 | 1950 | 1960 | 1970 | 1980 | 1990 |
| --------- | ---- | ---- | ---- | ---- | ---- | ---- | ---- | ---- | ---- | ---- |
| Einwohner | 309  | 390  | 640  | 683  | 661  | 767  | 849  | 834  | 874  | 855  |
| Jahr      | 2000 | 2010 | 2020 |      |      |      |      |      |      |      |
| Einwohner | 776  | 673  | 687  |      |      |      |      |      |      |      |

Volkszählungsergebnisse Derby Line, Vermont

## Persönlichkeiten
- Zophar M. Mansur (1843–1914), Veteran des Sezessionskriegs, Bankier und Vizegouverneur von Vermont